# Сан Микеле Салентино
Сан Микѐле Салентѝно (на италиански: San Michele Salentino) е градче и община в Южна Италия, провинция Бриндизи, регион Пулия. Разположено е на 153 m надморска височина. Населението на общината е 5922 души (към 2010 г.).